# خواكين بارو
خواكين بارو (بالإسبانية: Joaquín Barro)‏ هو لاعب كرة قدم أرجنتيني في مركز الدفاع، ولد في 2001 في مدينة سان سلفادور دي خوخوي في الأرجنتين. لعب مع تاليريس كوردوبا.

## وصلات خارجية
- خواكين بارو على موقع قاعدة بيانات كرة القدم.إي يو (الإنجليزية)
- خواكين بارو على موقع Soccerway.com (الإنجليزية)